# 퍼트리샤 아켓
퍼트리샤 아켓(영어: Patricia Arquette, 1968년 4월 8일 ~ )은 미국의 배우이다.

## 출연작 목록

### 영화
| 연도 | 제목                                              | 원제                                          | 배역                              | 비고              |
| ---- | ------------------------------------------------- | --------------------------------------------- | --------------------------------- | ----------------- |
| 1987 | 나이트메어 3: 꿈의 전사                           | A Nightmare on Elm Street 3: Dream Warriors   | 크리스틴 파커                     |                   |
| 1987 | 프리티 스마트                                     | Pretty Smart                                  | 제로                              |                   |
| 1988 | 미네소타 내 사랑                                  | Far North                                     | 질리                              |                   |
| 1990 | 롤러보이즈                                        | Prayer of the Rollerboys                      | 케이시                            |                   |
| 1991 | 인디언 러너                                       | The Indian Runner                             | 도러시                            |                   |
| 1992 | 인사이드 몽키 제터랜드                            | Inside Monkey Zetterland                      | 그레이스                          |                   |
| 1993 | 트러블 바운드                                     | Trouble Bound                                 | 킷 칼리파노                       |                   |
| 1993 | 에단 프롬                                         | Ethan Frome                                   | 매티 실버                         |                   |
| 1993 | 트루 로맨스                                       | True Romance                                  | 앨라배마 휘트먼                   |                   |
| 1994 | 리틀 웨딩                                         | Holy Matrimony                                | 아바나                            |                   |
| 1994 | 메인에서 다섯 밤을                                | Ed Wood                                       | 캐시 오하라                       |                   |
| 1995 | 비욘드 랭군                                       | Beyond Rangoon                                | 로라 보먼                         |                   |
| 1996 | 디제스터                                          | Flirting with Disaster                        | 낸시 코플린                       |                   |
| 1996 | 인피니티                                          | Infinity                                      | 알린 그린바움                     |                   |
| 1996 | 비밀요원                                          | The Secret Agent                              | 위니                              |                   |
| 1997 | 로스트 하이웨이                                   | Lost Highway                                  | 러네이 매디슨 / 앨리스 웨이크필드 |                   |
| 1997 | 나이트워치                                        | Nightwatch                                    | 캐서린                            |                   |
| 1998 | 굿바이 러버                                       | Goodbye Lover                                 | 샌드라 던모어                     |                   |
| 1998 | 하이 로 컨츄리                                    | The Hi-Lo Country                             | 모나 버크                         |                   |
| 1999 | 스티그마타                                        | Stigmata                                      | 프랭키 페이지                     |                   |
| 1999 | 비상 근무                                         | Bringing Out the Dead                         | 메리 버크                         |                   |
| 2000 | 리틀 니키                                         | Little Nicky                                  | 밸러리 베런                       |                   |
| 2001 | 휴먼 네이쳐                                       | Human Nature                                  | 릴라 테이트                       |                   |
| 2001 | 레이디와 트램프 2                                 | Lady and the Tramp II: Scamp's Adventure      | 비버                              | 애니메이션        |
| 2002 | 비하인드 더 선                                    | The Badge                                     | 스칼릿                            |                   |
| 2003 | 디퍼 댄 디프                                      | Deeper Than Deep                              | 린다 러브레이스                   |                   |
| 2003 | 홀즈                                              | Holes                                         | 캐서린 발로                       |                   |
| 2003 | 팁토즈                                            | Tiptoes                                       | 루시                              |                   |
| 2006 | 패스트푸드 네이션                                 | Fast Food Nation                              | 신디                              |                   |
| 2008 | 싱글 우먼                                         | A Single Woman                                | 스토리텔러                        |                   |
| 2012 | 걸 인 프로그레스                                  | Girl in Progress                              | 암스트롱 부인                     |                   |
| 2012 | 어 글림프스 인사이드 더 마인드 오브 찰스 스완 3세 | A Glimpse Inside the Mind of Charles Swan III | 이지                              |                   |
| 2013 | 나의 첫 번째 장례식                               | Vijay and I                                   | 줄리아                            |                   |
| 2013 | 일렉트릭 슬라이드                                 | Electric Slide                                | 티나                              |                   |
| 2014 | 보이후드                                          | Boyhood                                       | 올리비아 에번스                   |                   |
| 2015 | 더 워너비 - 존 고티                               | The Wannabe                                   | 로즈                              |                   |
| 2017 | 퍼머넌트                                          | Permanent                                     | 진 딕슨                           |                   |
| 2017 | 물을 위한 파도                                    | Waves for Water                               | 본인                              | 다큐멘터리        |
| 2019 | 토이 스토리 4                                     | Toy Story 4                                   | 하모니의 엄마                     | 애니메이션        |
| 2019 | 아더후드                                          | Otherhood                                     | 질리언 리버먼                     |                   |
| 2020 | 데이비드 아켓은 죽일 수 없을 거야                 | You Cannot Kill David Arquette                | 본인                              | 다큐멘터리        |
| 미정 | 곤조 걸                                           | Gonzo Girl                                    | 클로디아                          | 감독, 제작을 겸함 |

### 텔레비전 드라마
| 연도    | 제목                 | 원제                              | 배역            | 비고                         |
| ------- | -------------------- | --------------------------------- | --------------- | ---------------------------- |
| 2005-11 | 고스트 앤 크라임     | Medium                            | 앨리슨 듀보이스 | 주연                         |
| 2012    | 성범죄수사대: SVU    | Law & Order: Special Victims Unit | 지아니 컨스     | "Dreams Deferred" 에피소드   |
| 2013-14 | 보드워크 엠파이어    | Boardwalk Empire                  | 샐리 휘트       | 10회분 출연                  |
| 2014    | CSI 과학수사대       | CSI: Crime Scene Investigation    | 에이버리 라이언 | 2회분 출연                   |
| 2015-16 | CSI: 사이버          | CSI: Cyber                        | 에이버리 라이언 | 31회분 출연                  |
| 2015    | 인사이드 에이미 슈머 | Inside Amy Schumer                | 본인            | "Last Fuckable Day" 에피소드 |
| 2019    | 디 액트              | The Act                           | 디디 블랜처드   | 주연                         |
| 2022    | 세브란스: 단절       | Severance                         | 하모니 코벨     | 주연                         |
| 2023    | 하이 데저트          | High Desert                       | 페기            | 주연                         |

## 수상 경력
- 1993년 케이블ACE 어워즈 TV영화/미니시리즈부문 여자배우상
- 2005년 제57회 에미상 드라마부문 여우주연상
- 2014년 제40회 시애틀국제영화제 골든 스페이스 니들 어워드 여우주연상
- 2014년 남동부비평가협회상 여우조연상
- 2014년 캔자스시티비평가협회상 여우조연상
- 2014년 제27회 시카고비평가협회상 여우조연상
- 2014년 디트로이트비평가협회상 여우조연상
- 2014년 댈러스-포트워스비평가협회상 여우조연상
- 2014년 제35회 보스턴비평가협회상 여우조연상
- 2014년 제79회 뉴욕비평가협회상 여우조연상
- 2014년 뉴욕온라인비평가협회상 여우조연상
- 2014년 네바다비평가협회상 여우조연상
- 2014년 덴버비평가협회상 여우조연상
- 2014년 제13회 워싱턴비평가협회상 여우조연상
- 2014년 오클라호마비평가협회상 여우조연상
- 2014년 노스 카롤리나 비평가협회상 여우조연상
- 2014년 인터네셔널온라인영화 폴 어워즈 여우조연상
- 2014년 노스텍사스비평가협회상 여우조연상
- 2014년 루와비평가협회상 여우조연상
- 2014년 빌리지 보이스 폴 어워즈 여우조연상
- 2015년 온라인영화비평가협회상 여우조연상
- 2015년 제30회 산타바바라국제영화제 아메리칸 리비에라상
- 2015년 플로리안비평가협회상 여우조연상
- 2015년 휴스턴비평가협회상 여우조연상
- 2015년 St.루이스 게이트웨이 어워즈 여우조연상
- 2015년 샌프란시스코비평가협회상 여우조연상
- 2015년 토론토비평가협회상 여우조연상
- 2015년 벤쿠버비평가협회상 여우조연상
- 2015년 제40회 LA비평가협회상 여우주연상
- 2015년 제72회 골든글로브시상식 여우조연상
- 2015년 제20회 크리틱스초이스 여우조연상
- 2015년 제49회 전미비평가협회상 여우조연상
- 2015년 제35회 런던비평가협회상 여우조연상
- 2015년 제21회 미국배우조합상 영화부문 여우조연상
- 2015년 재4회 AACTA인터네셔널어워즈 여우조연상
- 2015년 제68회 영국아카데미시상식 여우조연상
- 2015년 제19회 새틀라이트시상식 여우조연상
- 2015년 제30회 인디펜던트스피릿어워드 여우조연상
- 2015년 제87회 아카데미시상식 여우조연상